# أشباح وطنية
أشباح وطنية هي عمل روائي للكاتب الصحفي المصري إبراهيم عيسى، تم نشره عام 2008. تحكي الرواية عن طبقة رجال الأعمال التي جمعت ثرواتها من مصادر مشبوهة، ولكي تحمي هذه الأموال دخلوا ملعب السياسة فكونوا ثروات أكبر دفعتهم للبحث عن مزيد من السلطة لحمايتها، وتحكى ايضاً عن صحفيين ومحاميين ومعارضيين باعوا ضمائرهم للنظام، وعن الرئيس الذي سمح لهم بسرقة البلد واكتفى بافتتاح الكباري وأنفاق المشاة.